# マイあさラジオ東北
『マイあさラジオ東北』（マイあさラジオとうほく）は、NHK仙台放送局をはじめとする東北地方のNHKラジオ第1放送で、月曜から土曜（年末年始と祝日は除く）の7:40から8:00まで生放送していた地域情報番組。2015年3月30日放送開始、2019年3月30日放送終了。
2015年3月28日の放送で終了した、『東北ラジオあさいちばん』のタイトルを改め番組内容はそのまま引き継いで放送していた。
またIPサイマルラジオサービス2者（NHKネットラジオ らじる★らじる、及び、民放ラジオポータルサイト「radiko（2017年10月3日放送分～2018年3月30日までと、同年4月13日放送分〜2019年3月30日まで）」）でも聴取できる。

## 放送内容
- 7:40～　オープニング
- 7:41頃　東北地方の交通情報
- 7:43頃　音楽
- 7:45頃　曜日別コーナー　(各地と電話をつないで話題を伝える)
  - (月)　コミュニティFMホットライン
  - (火)(水)(木)　町から村から　　　　
  - (金)　健康情報　(事前に収録したものを放送する)
  - (土)　ウィークエンド情報
- 7:52頃　東北地方の気象情報・ニュース
- 7:58頃　音楽・エンディング

## キャスター
- 進行は、NHK仙台放送局の泊まり勤務のアナウンサーが担当する（原則として『おはよう宮城』キャスター新井隆太・高木優吾、『もりすた!』キャスター森下絵理香、『てれまさむね』キャスター真下貴は出演しない。『ウィークエンド東北』キャスター勝呂恭佑は金曜日までの平日版を担当する事があり、マイあさラジオのパーソナリティが加藤成史と大久保彰絵である週の火曜日は必ず相馬宏男が、毎週金曜日は必ず津田喜章が担当する。また本来は17時5分から放送される宮城100%井戸端ラジオ ゴジだっちゃ!が大相撲中継や高校野球中継等で放送されない間は杉尾宗紀も担当する事がある）。[3]